# Samuel Sharman
Samuel Henry „Sam” Sharman (ur. 2 listopada 1879 w hrabstwie Gallatin, zm. 30 sierpnia 1951 w Los Angeles) – amerykański strzelec, mistrz olimpijski.
Pochodził z Salt Lake City, z zawodu był dystrybutorem samochodów.
Sharman uczestniczył w Letnich Igrzyskach Olimpijskich 1924 w dwóch konkurencjach. W trapie indywidualnym osiągnął szósty wynik. W zmaganiach drużynowych Amerykanie zostali złotymi medalistami, a Sharman uzyskał drugi wynik w zespole (skład reprezentacji: Fred Etchen, Frank Hughes, John Noel, Clarence Platt, Samuel Sharman, William Silkworth). 

## Wyniki

### Igrzyska olimpijskie
| Igrzyska | Konkurencja | Wynik                           | Miejsce | Źródło |
| -------- | ----------- | ------------------------------- | ------- | ------ |
| IO 1924  | Trap        | 96 pkt.                         | 6       | [ 1 ]  |
| IO 1924  | Trap        | 363 pkt. (druż.) 92 pkt. (ind.) |         | [ 2 ]  |